# Gasterosteiformes
Gasterosteiformes је ред риба зракоперки који укључује грегорце и сроднике.
У Гастеростеиформима карлични појас никад није директно везан за клиптрум, а супрамаксиларне, орбитосфеноидне и базенофеноидне кости нису присутне. Тијело је често дјелимично или у потпуности прекривено дермалним плочама.
Назив „Гастеростеиформес” у преводу значи  „трбушњаци”. Изводи се из старогрчког језика (γαστηρ; „стомак”, „абдомен”) + остоун (οστουν; „кост”). А наставак „-формес” изведен је из латинског језика и преводи се „сличног облика”.

## Систематика
Многе класификације реда Gasterosteiformes укључују морске коњиће, морска шила и њихове сроднике као подред Syngnathoidei, док грегорци и сродницима чине други подред Gasterosteoidei. У новијим класификацијама користи се традиционална подела на две групе, али се оне уздижу на ниво различитих редова, од којих су први издвојени у посебан ред Syngnathiformes. Постоји све већи број доказа који потврђује ово становиште; у ствари, ове две групе нису нарочито блиско сродне међу тврдоперкама.
Како се чини, слабо разграничени гастеростеиформи (по старијим класификацијама) су парафилетни са шкарпинкама. Типичнији припадници те групе (нпр. шкрпине) очигледно су ближе сродни „правим” гастеростеиформама, док летеће гурнарде (Dactylopteridae) изгледа припадају кладусу Syngnathiformes. 
Чини се да су најближи живи сродници уско разграничених Гастеростеиформес (по новијим класификацијама) породице Pholidae и Zoarcidae, традиционално смештене у масовно парафилитском реду Гргечке (Perciformes). Те двије породице, као и њима сродна Trichodontidae традиционално смештена у ред Trachiniformes, чини се као да потичу од изданака scorpaeniform-gasterosteiform еволуцијског стабла, који су анаморфно изгубили коштани „оклоп” који постоји у њиховим сродницима.
Три породице засигурно припадају реду Gasterosteiformes у ужем смислу:
Indostomidae и Pegasidae се зависно од класификације сврставају или у Gasterosteiformes или у Syngnathiformes. Иако су Pegasidae готово сигурно Syngnathiformes, положај моногенеричне породице Indostomidae остаје неријешен. Слиједећи праксу главних организација за класификацију риба, она је овдје укључена.